# Oflag IV-C
Oflag IV C è il nome dato al campo di prigionia istituito nel 1939 dalle autorità militari tedesche nel Castello di Colditz (che era già stato utilizzato a tale scopo durante la prima guerra mondiale) e destinato ad accogliere ufficiali britannici, francesi, olandesi e polacchi. Era considerato un campo di massima sicurezza e funse come tale fino al 1945.

## Tentativi di fuga dall'Oflag IV C

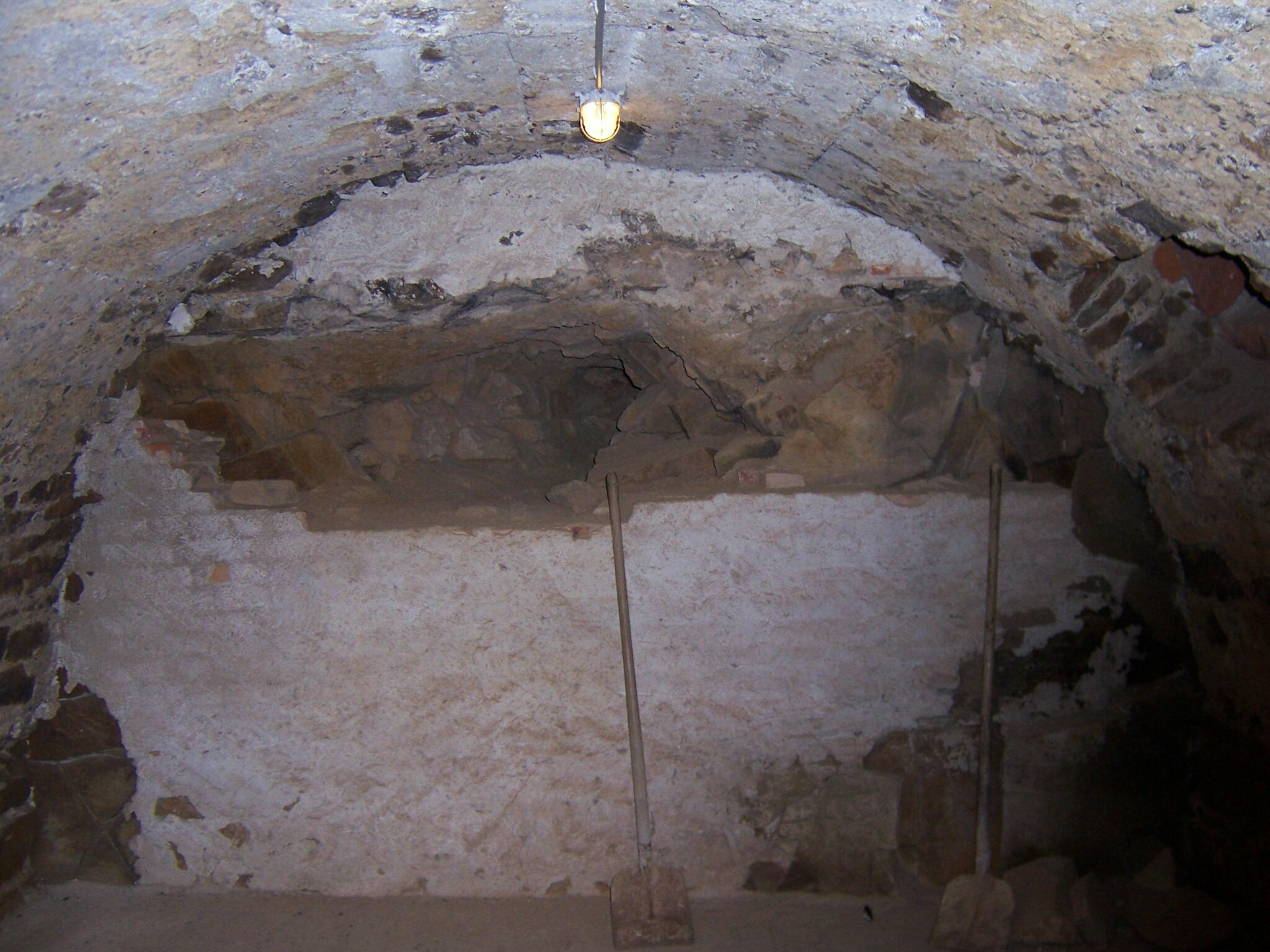
Tunnel per la fuga

I tentativi di fuga durante la seconda guerra mondiale furono numerosi e vi furono anche a Colditz nonostante fosse stato definito da Hermann Göring  a "prova di fuga". Diversi furono i mezzi adoperati dai detenuti per fuggire: dalla realizzazione di tunnel sotterranei con assi di ferro ricavate dai letti dei prigionieri a documenti d'identità falsi.
Tra i diversi tentativi vi furono quello del tenente francese Alain Le Ray, l'11 aprile 1941 e quello dell'ufficiale Pierre Mairesse Lebrun che riuscì a raggiungere la Svizzera dopo un viaggio di 8 giorni su una bicicletta rubata.
Tra i fuggitivi inglesi ci fu Reid insieme con Ronald Littledale, il Tenente Comandante William L. Stephens (RNVR) e Howard Wardle (RAF). Il 14 ottobre 1942 scesero sul tetto piatto della cucina tedesca, attraversarono il cortile esterno, entrarono in una cantina di stoccaggio sotto il Kommandantur, strisciarono attraverso un pozzo di aria stretto che conduce al fossato asciutto e uscirono attraverso il parco.
C'era anche il tenente britannico Airey Neave, che tentò di evadere dapprima vestito come un soldato tedesco, successivamente fuggì calandosi da un passaggio in disuso sulla guardiola. Raggiunse la Svizzera due giorni dopo e Neave si unì all'M19, il dipartimento del Ministero della Guerra britannico dedicato ad aiutare a fuggire i prigionieri di guerra.

## L'aliante "Colditz-Cock"

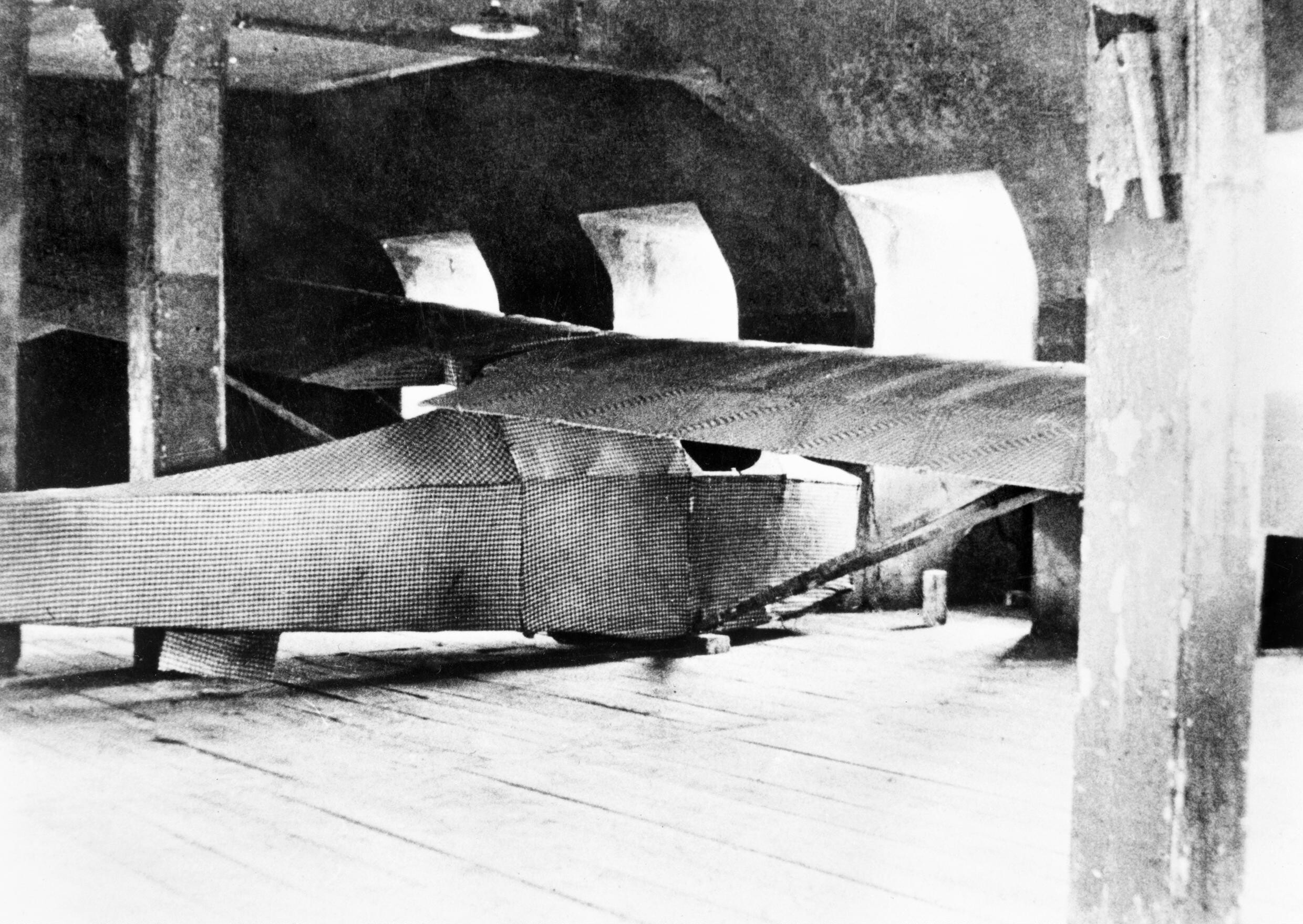
L'aliante "Colditz-Cock"

Tra i più ambiziosi tentativi di fuga da Colditz ci fu l'idea di due piloti inglesi, Jack Migliore e Bill Cardellino, di costruire un aliante. L'aliante fu assemblato nella soffitta sopra alla cappella, con l'intenzione di lanciarlo dal tetto fino a sorvolare il fiume Mulde. I prigionieri costruirono un falso muro per nascondere lo spazio in soffitta dove lentamente costruivano il mezzo destinato a permettere l'evasione; utilizzarono prevalentemente doghe dei letti, assi del pavimento e cavi elettrici. L'aliante alla fine della guerra era stato costruito ma non utilizzato.

Un'équipe televisiva inglese lo ricostruì seguendo i piani originali, per verificare se il tentativo di fuga sarebbe riuscito. L'aliante prese il volo il 17 marzo 2012 dalla torre del castello.
| Elenco strumenti utilizzati nella costruzione dell'aliante: |
| --- |
| - manico di faggio del bordo del letto - telaio di ferro delle sbarre delle finestre - lama di grammofono a molla - punte per fare i fori - Scatola di legno (quattro pezzi di faggio avvitati insieme) - lama fatta da un coltello - sega |

### Responsabili sicurezza
Il castello non si prestava a nessun tentativo di fuga: era circondato da un fossato asciutto con alte mura esterne prospicienti una scarpata di circa 3 metri. La scarpata a sua volta ospitava giardini terrazzati costruiti a loro volta su un muro più esterno. Alla fine del 1940 conteneva circa 500 prigionieri francesi, polacchi, olandesi e britannici. Per garantire la sicurezza vi erano 300 soldati tedeschi, 18 torri equipaggiate con mitragliatrici, 2 sentinelle nel cortile dei prigionieri e una squadra di agenti di spionaggio soprannominata dai prigionieri “furetti”. I responsabili della sicurezza avevano un ruolo fondamentale per evitare la fuga dall'Oflag IV-C e per coordinare i controlli. Il primo fu Paul Prie. Dal 1940 al 1945 il capitano Reinhold Eggers divenne responsabile della sicurezza.